# Phytobia calyptrata
Phytobia calyptrata är en tvåvingeart som beskrevs av Friedrich Georg Hendel 1923. Phytobia calyptrata ingår i släktet Phytobia och familjen minerarflugor. Inga underarter finns listade i Catalogue of Life.